# Osman Duralijew
Osman Duralijew (bułg. Осман Дуралиев, ur. 15 stycznia 1939 we Władimirowcach, zm. 24 kwietnia 2011 w Stambule) – bułgarski zapaśnik. Dwukrotny srebrny medalista olimpijski.
Walczył w stylu wolnym w najcięższej wadze. W 1968 i 1972 na igrzyskach zdobywał srebrne medale, dwukrotnie w finale pokonał go Aleksandr Miedwied. Czterokrotnie był srebrnym medalistą zarówno mistrzostw świata, jak i mistrzostw Europy. W 1989 wyemigrował do Turcji.